# Alcaldes de La Corunya
Aquesta és una llista dels alcaldes de La Corunya.

## Anteriors a la Segona Restauració Borbònica
- 1835-1836: Nicolás de la Riva
- 1836: Fernando Sánchez Gil
- 1836-1838: Francisco Ortega
- 1838-1840: Vicente Alsina Selisis
- 1840: Fermín Bescansa
- 1840: José María Pérez
- 1841: Ubaldo Chicharro
- 1842: Francisco Ferrer i Alba
- 1843-1844: Juan Vilar
- 1844: Juan Menéndez
- 1844-1846: Francisco Sangro
- 1846–1847: Juan Flórez

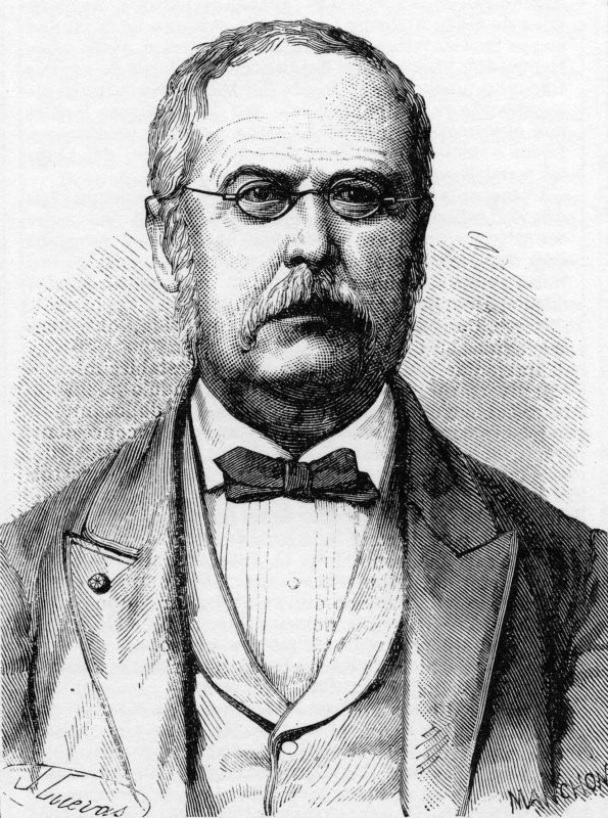
Juan Flórez.

- 1847-1849: José Fernández de la Auja
- 1849-1851: Francisco Camilo Sánchez Miranda
- 1851–1854: Juan Flórez
- 1854: Vicente Alsina Selisis
- 1854: Emilio Fernández Cid
- 1854–1855: Juan Montero Telinge
- 1855-1856: Juan de Vega
- 1856-1858: José Bermúdez de Castro (1799-1878)
- 1859-1860: José María Patiño
- 1861-1866: José María Abella Rodríguez
- 1868: Antonio Argudín i Bust
- 1868: Julian Arias Carvajal
- 1869-1872: Joaquín López Cadenas
- 1872–1873: Federico Tapia
- 1873-1874: Luis Tettamancy
- 1874: Luis Montanero

## Segona Restauració Borbònica

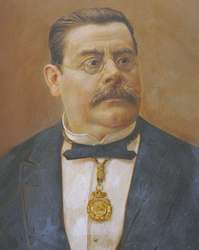
Canuto Berea.

- 1875: Pedro Sanjurjo y Pérez, comte de Torre Penela
- 1875–1879: Bruno Herce Coumes Gay
- 1879-1881: Luis Miranda Vázquez
- 1881-1885: Alejandro Brandao Pineiro
- 1885-1886: Ernesto Freire de Andrade
- 1885-1886: Evaristo Babé i Gely
- 1887-1889: Tomás Iglesias Lloreda
- 1889: Canuto Berea Rodríguez
- 1890–1891: José Marchesi Dalmau
- 1891-1893: Antonio Pérez Dávila
- 1893: José Soto González
- 1893–1894: José Marchesi Dalmau
- 1894: Enrique Fernández Herce
- 1894–1895: Carlos Martínez Espariz
- 1895: Antonio Pérez Dávila
- 1895–1897: Luis Argudín Bolívar
- 1897: Alfredo Bermúdez de Castro
- 1897-1898: Fermín Casares Teijeiro
- 1899: José Soto González
- 1899–1900: Manuel Ramírez Rodríguez Trujillo
- 1900–1901: Luis Argudín Bolívar
- 1901: Francisco Mariño García
- 1901–1902: José Martínez Fontenla
- 1902: Antonio Fernández López
- 1902–1903: Luis Argudín Bolívar
- 1903–1905: Francisco Mariño García
- 1906–1909: Juan Sánchez Anido
- 1909: Javier Ozores Pedrosa
- 1909–1910: Juan Sánchez Anido
- 1910–1913: José Folla Yordi
- 1913–1915: Javier Ozores Pedrosa
- 1915: Manuel María Puga y Parga
- 1916–1917: Manuel Casas Fernández
- 1917: Manuel María Puga y Parga

A partir de 1917 es va modificar la llei, amb la conseqüència que l'alcalde de les capitals de província era elegit per la corporació municipal, i no directament pel govern, amb els alcaldes següents:
- 1917: Carlos Puga Pequeño
- 1917: Santiago Casares Paz
- 1918–1919: Gerardo Abad Conde
- 1919–1920: Juan González Rodríguez
- 1920–1921: Antonio Lens Viera
- 1921–1922: Juan González Rodríguez

L'any 1922 el govern de José Sánchez Guerra va triar directament l'alcalde de les capitals de província, com es el cas de La Corunya:
- 1922: Maximiliano Asúnsolo Linares-Rivas
- 1923: Francisco Ponte Blanco
- 1923–1924: Laureano Martínez Brañas
- 1924–1925: Victoriano Suances Pelayo
- 1925–1927: Manuel Casás Fernández
- 1927-1929: Jesús Casares Bescansa
- 1929-1930: José Viñes Gilmet
- 1930–1931: Maximiliano Asúnsolo Linares-Rivas

## Segona República
- 1931: Antonio Lens Viera
- 1931: Ángel Senra

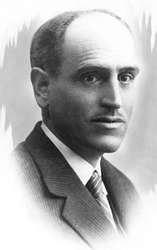
Alfredo Suárez Ferrín.

- 1931–1932: Juan González Rodríguez
- 1932–1934: Manuel Iglesias Corral
- 1934: Alfredo Suárez Ferrín
- 1934–1935: Atanagildo Pardo de Andrade
- 1935–1936: José Fandiño Arrojo
- 1936: Alfredo Suárez Ferrín

## Franquisme
- 1936–1937: José Fuciños Gayoso
- 1937: Hernán Martín de Barbadillo

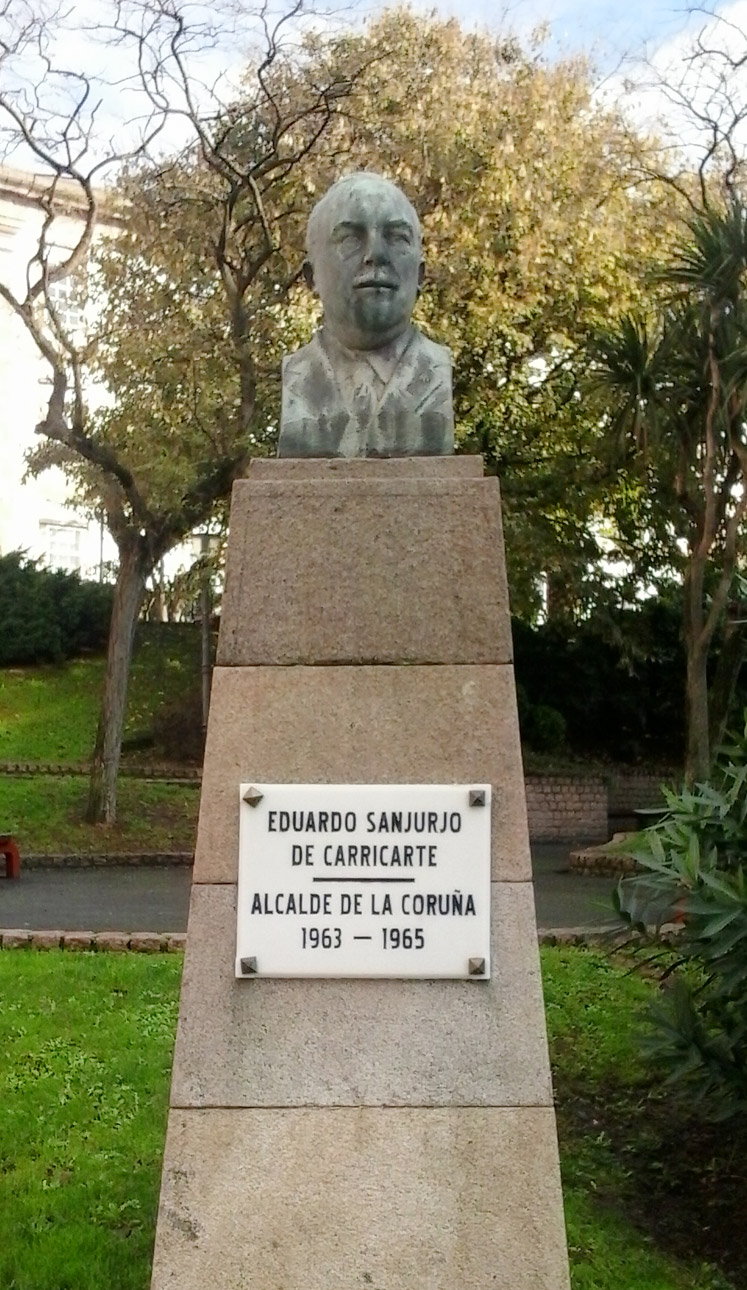
A Eduardo Sanjurjo de Carricarte.

- 1937-1938: Sisenando Martínez Yunta[2]
- 1938: Juan González Regueral
- 1938-1939: Fernando Álvarez de Sotomayor Saragossa
- 1939–1940: José Pérez-Ardá
- 1940–1942: José Crespo López-Mora
- 1942–1944: José Pérez-Ardá
- 1944-1945: Luis José Vázquez-Pena Núñez
- 1945–1947: Eduardo Ozores Arráiz
- 1947–1958: Alfonso Molina
- 1959–1963: Sergio Peñamaría de Llano
- 1963–1965: Eduardo Sanjurjo de Carricarte
- 1966–1969: Demetrio Salorio Suárez
- 1969–1974: José Pérez-Ardá
- 1974–1976: Jaime Hervada Fernández Espanya
- 1976–1978: José Manuel Liaño Flores
- 1978–1979: Berta Tapia

## Tercera Restauració Borbònica
- 1979–1981: Domingos Merino – UG
- 1981–1983: Joaquín López Menéndez – UCD
- 1983–1987: Francisco José Vázquez Vázquez – PSdeG-PSOE
- 1987–1991: Francisco José Vázquez Vázquez – PSdeG-PSOE
- 1991–1995: Francisco José Vázquez Vázquez – PSdeG-PSOE
- 1995–1999: Francisco José Vázquez Vázquez – PSdeG-PSOE
- 1999–2003: Francisco José Vázquez Vázquez – PSdeG-PSOE
- 2003–2006: Francisco José Vázquez Vázquez – PSdeG-PSOE
- 2006–2007: Francisco Javier Losada de Azpiazu – PSdeG-PSOE
- 2007–2011: Francisco Javier Losada de Azpiazu – PSdeG-PSOE
- 2011–2015: Carlos Negreira Souto – PPdeG
- 2015–2019: Julio Xosé Ferreiro Baamonde – Marea Atlàntica
- A partir del 2019: Inés Rey García - PSdeG-PSOE